# Remember (album)
Pour les articles homonymes, voir Remember.
Albums de BigBang
Number 1
(2008) BigBang
(2009)
Singles
1. Sunset Glow
Sortie : 5 novembre 2008
2. Strong Baby
Sortie : 1er janvier 2009

Remember est le troisième album studio du groupe sud-coréen BigBang, sorti le 5 novembre 2008 par YG Entertainment.

## Liste des pistes
| 1.    | Intro (Everybody Scream) (모두 다 소리쳐) | G-Dragon      | G-Dragon, Kush                                          | Kush, DJ Wreckx | 1:44 |
| 2.    | Oh, Ah, Oh (오, 아, 오; O, A, O)          | G-Dragon      | Catania Antonio Nun, Larkin, John, G-Dragon, Teddy Park | Teddy Park      | 3:46 |
| 3.    | Sunset Glow (붉은 노을)                   | G-Dragon      | Lee Hyung-hon, G-Dragon, Teddy Park                     | Teddy Park      | 3:24 |
| 4.    | Twinkle Twinkle (반짝 반짝)               | Kush          | Kush                                                    | Kush            | 3:38 |
| 5.    | Strong Baby (Seungri solo)                | G-Dragon      | G-Dragon, JR Groove                                     | Bae Jin Yeol    | 3:43 |
| 6.    | Wonderful                                 | G-Dragon      | G-Dragon, Brave Brothers, Teddy Park                    | Teddy Park      | 3:28 |
| 7.    | Foolish Love (멍청한 사랑)                | G-Dragon      | Kush, Choi Kyusung                                      | Kush            | 4:02 |
| 8.    | Haru Haru (Acoustic Version) (하루하루)   | G-Dragon      | G-Dragon, Daishi Dance, Kush                            | Kush            | 4:41 |
| 9.    | Lies (Remix) (거짓말)                     | G-Dragon      | G-Dragon                                                | G-Dragon        | 3:28 |
| 10.   | Last Farewell (Remix) (마지막 인사)       | G-Dragon      | G-Dragon, Brave Brothers                                | Brave Brothers  | 4:02 |
| 11.   | Remember                                  | Yang Hyun-suk | Teddy Park, Walt Anderson                               | Teddy Park      | 3:19 |
| 39:12 |                                           |               |                                                         |                 |      |

## Singles
- Le premier single est la chanson Sunset Glow (붉은 노을), sortie le 5 novembre 2008. Il devait à l'origine être la chanson-titre de l'album. C'est une reprise d'une chanson du cinquième album de Lee Moon-sae, Standing Under Tree Shade sorti en 1988. Selon les critiques, le groupe a utilisé une partie du chœur comme échantillon et a enregistré une chanson complètement différente que d'autres chanteurs ont fait une version remake de la chanson originale de Lee Moon-sae. Le clip rappelle à la population l'incident du déversement de pétrole de 2007 du pétrolier Hebei Spirit près du port de Daesan sur la mer Jaune, en Corée du Sud. Il a reçu une rétroaction positive car il a donné l'occasion de revenir sur un incident que les gens ont commencé à oublier[1].
- Le second single est la chanson solo, Strong Baby de Seungri en featuring avec le rappeur G-Dragon, sorti le 1er janvier 2009. Le clip a permis de mettre en évidence la maturité et la virilité de Seungri. Une scène de baiser passionné a été volontairement supprimée après la discussion du réalisateur du clip, Seo Hyun-seung et l'agence YG Entertainment lorsqu'ils ont remarqué qu'il y avait trop de scènes de baiser de Seungri. Il a aussi révélé ce jour qu'après avoir regardé le clip, les fans de Seungri ont trouvé à partir du déroulement du clip que ce dernier était à l'origine de cette scène de baiser passionné et qu'ils ont demandé à l'agence de révéler la version originale[2].